# Le Monde de la musique
Le Monde de la musique est un magazine français paru de 1978 à 2009.
Fondé en 1978 par Le Monde et Télérama à l'initiative de Jean-Michel Croissandeau, chargé de la diversification éditoriale au Monde auprès de Jacques Fauvet, alors directeur du quotidien de la rue des Italiens. La conception du projet - traiter toutes les musiques et pas seulement la musique « classique » - fut élaborée en partenariat avec Télérama, Francis Mayor étant alors directeur de la rédaction, avec l'appui d'un comité de rédaction comprenant des journalistes des deux publications mères. Les premiers rédacteurs en chef du magazine furent  Louis Dandrel et Anne Rey, Le Monde de la musique a ensuite été édité par diverses sociétés. Sa rédaction en chef a été assurée par des personnalités telles que Anne Rey, Jacques Drillon, François Pigeaud, Alain Lompech, Thierry Beauvert et Nathalie Krafft.

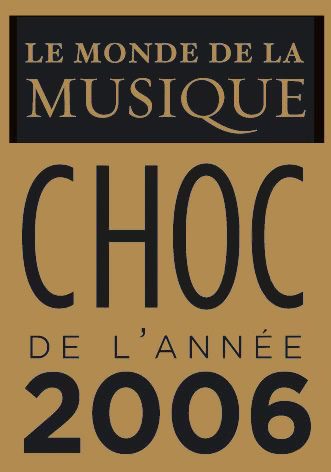
Logo "Choc de l'année"

En 2009, le magazine disparaît et son lectorat est cédé à Classica.
Les enregistrements étaient classés selon un système d'étoiles, quatre étoiles étant la plus haute évaluation. Un symbole CHOC était décerné à certains enregistrements.